# Barbara Rush
Barbara Rush (* 4. Januar 1927 in Denver, Colorado; † 31. März 2024 in Westlake Village, Kalifornien) war eine US-amerikanische Schauspielerin. Bekanntheit erlangte sie 1953 in der weiblichen Hauptrolle im Science-Fiction-Film Gefahr aus dem Weltall, für die sie 1954 mit einem Golden Globe Award als beste Nachwuchsdarstellerin ausgezeichnet wurde. Neben ihrer Filmkarriere wirkte Rush zudem als Darstellerin in einer Vielzahl bekannter Fernsehserien mit.

## Leben
Barbara Rush wuchs in Santa Barbara auf, wo sie an der Universität von Kalifornien studierte und 1948 ihren Abschluss absolvierte. Ihre ersten Bühnenerfahrungen und Schauspielunterricht nahm Rush am Pasadena Playhouse. 1950 erhielt sie einen Filmvertrag mit Paramount Pictures.
1951 war Rush in ihrem ersten Film, der Paramount-Produktion The Goldbergs, zu sehen. Bereits kurz darauf spielte sie ihre ersten Hauptrollen. 1953 und 1954 folgten mit Gefahr aus dem Weltall und Die wunderbare Macht zwei ihrer bekanntesten Filme, die beide von den Universal Studios produziert wurden. Für die weibliche Hauptrolle der Ellen Fields in Gefahr aus dem Weltall erhielt Barbara Rush 1954 den Golden Globe Award als beste Nachwuchsdarstellerin. Sie gewann diese Auszeichnung gemeinsam mit Pat Crowley und Bella Darvi. In den folgenden Jahren kam sie zu Hauptrollen oder größeren Nebenrollen in zahlreichen Filmen, unter anderem spielte sie die Ehefrau von James Masons psychisch auffälligem Lehrer in Nicholas Rays Filmdrama Eine Handvoll Hoffnung (1956) und war die Filmpartnerin von Paul Newman in Vincent Shermans Romanverfilmung Der Mann aus Philadelphia (1959). Überwiegend verkörperte Rush im amerikanischen Kino dieser Zeit freundliche und damenhafte Frauenfiguren.
In den 1960er Jahren verlagerte sich ihre Tätigkeit zusehends ins Fernsehen. In den folgenden Jahren war Rush so in einer Vielzahl bekannter Serien zu sehen, wirkte aber gelegentlich auch weiterhin in Filmproduktionen mit. Zu ihren bekannteren Filmdarstellungen dieser Zeit zählen die Eve Coe in Fremde, wenn wir uns begegnen (1960) an der Seite von Kirk Douglas und Kim Novak, die größte weibliche Rolle in der „Rat Pack“-Krimikomödie Sieben gegen Chicago (1964), und die bigotte Ehefrau von Fredric Marchs Figur in dem Western Man nannte ihn Hombre (1967). In späteren Jahren stand Rush seltener vor der Kamera und spielte vor allem Nebenrollen. Von 1980 bis 1982 wirkte sie als Eudora Weldon in der US-Serie Flamingo Road mit. Einem jüngeren Publikum wurde sie durch ihre Rolle der Großmutter Ruth Camden in der Fernsehserie Eine himmlische Familie bekannt, die sie von 1997 bis 2007 als wiederkehrende Nebenrolle verkörperte. Anschließend beendete Rush im Alter von 80 Jahren ihre Schauspielkarriere.
Barbara Rush war dreimal verheiratet. 1950 heiratete sie den Schauspieler Jeffrey Hunter; Sohn Christopher Hunter kam 1952 zur Welt. Das Paar ließ sich 1955 scheiden. 1959 heiratete sie den PR-Berater Warren Cowan, mit dem sie bis 1969 verheiratet war. Dieser Verbindung entstammt eine gemeinsame Tochter, die Fox-News-Journalistin Claudia Cowan (* 1963). 1970 heiratete Barbara Rush Jim Gruzalski, diese dritte Ehe wurde 1973 ebenfalls geschieden. Ihre Nichte Carolyn Hennesy ist ebenfalls Schauspielerin. Barbara Rush starb im April 2024 im Alter von 97 Jahren in einer Senioreneinrichtung in Westlake Village im Los Angeles County.

## Filmografie (Auswahl)

### Filme
- 1950: Molly
- 1951: Québec
- 1951: Der jüngste Tag (When Worlds Collide)
- 1951: Beichte eines Arztes – Die erste Legion (The First Legion)
- 1952: Die roten Teufel von Arizona (Flaming Feather)
- 1953: Gefahr aus dem Weltall (It Came from Outer Space)
- 1954: Taza, der Sohn des Cochise (Taza, Son of Cochise)
- 1954: Die wunderbare Macht (Magnificent Obsession)
- 1954: Der eiserne Ritter von Falworth (The Black Shield of Falworth)
- 1955: Wenn die Ketten brechen (Captain Lightfoot)
- 1956: Eine Handvoll Hoffnung (Bigger Than Life)
- 1958: Die jungen Löwen (The Young Lions)
- 1959: Der Mann aus Philadelphia (The Young Philadelphians)
- 1960: Jeder zahlt für seine Schuld (The Bramble Bush)
- 1960: Fremde, wenn wir uns begegnen (Strangers When We Meet)
- 1963: Wenn mein Schlafzimmer sprechen könnte (Come Blow Your Horn)
- 1964: Sieben gegen Chicago (Robin and the 7 Hoods)
- 1967: Man nannte ihn Hombre (Hombre)
- 1973: Superdad – Papa ist der Größte (Superdad)
- 1975: Der letzte Ritt der Daltons (The Last Day) (Fernsehfilm)
- 1979: The Seekers (Fernsehfilm)
- 1980: Supersound und flotte Sprüche (alternativer deutscher Titel: The Village People – Can’t Stop the Music, Originaltitel: Can’t Stop the Music)
- 1982: Summer Lovers
- 1990: Im Netz des Todes (Web of Deceit,Fernsehfilm)
- 2006: My Mother’s Hairdo (Kurzfilm)

### Fernsehserien
soweit nicht anders erwähnt jeweils eine Folge
- 1965: Auf der Flucht (The Fugitive, zwei Folgen)
- 1966: Laredo
- 1968: Batman (zwei Folgen)
- 1972: Ein Sheriff in New York (McCloud)
- 1972: Maude
- 1973: Die Straßen von San Francisco (The Streets of San Francisco)
- 1978–1984: Fantasy Island (drei Folgen)
- 1980–1982: Flamingo Road (38 Folgen)
- 1983: Knight Rider (zwei Folgen)
- 1984/1987: Magnum (Magnum, p.i.; zwei Folgen)
- 1987: Mord ist ihr Hobby (Murder, She Wrote)
- 1997–2007: Eine himmlische Familie (7th Heaven; zehn Folgen)
- 1998: Outer Limits (The Outer Limits)